# Tisícileté království
Tisícileté království je v křesťanské církvi očekávané období, kdy bude Kristus osobně vládnout na zemi po dobu tisíciletí (millenium). Poté nastane nejprve poslední soud a bude následovat věčný stav, „svět, který přijde“. Tato víra se zakládá na starozákonních prorocích, kteří mluvili o mesiášském království a na oddílu ze Zjevení 20, který udává dobu trvání tohoto království 1000 let. 

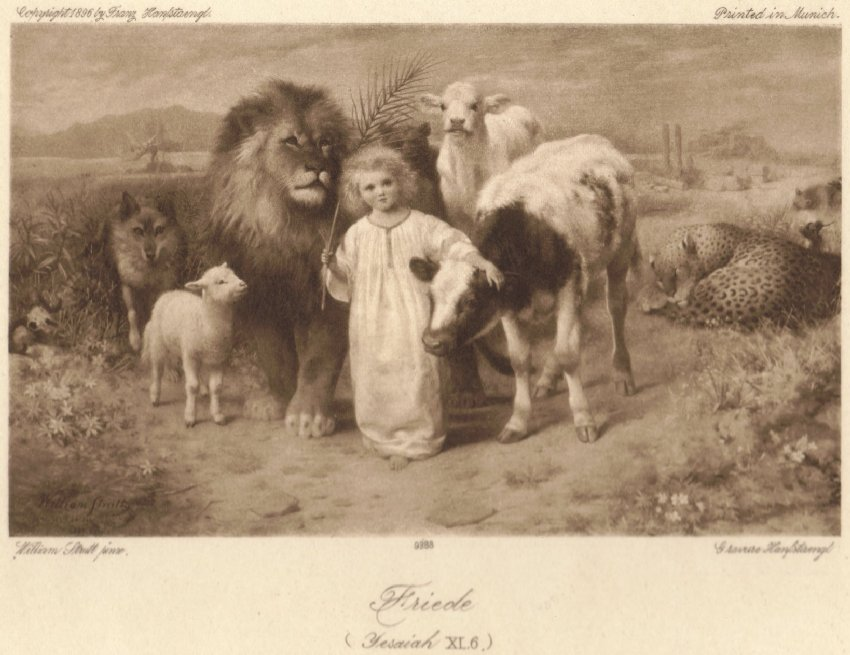
Tisícileté království

Očekávání příchodu Kristova tisíciletého království se nazývá chiliasmus či milenialismus, který se vyskytuje během celé historie křesťanství. Výrazně se objevuje například v 19. století v USA v učení Svědkovů Jehovových nebo v dispenzacionalismu.

## Průběh Tisíciletého království (premileniální koncept)

### Klasický premileniální koncept
Podle tohoto chápání biblických proroctví dojde k ustanovení království po Velkém soužení po kterém bude Církev vytržená vstříc svému přicházejícímu ženichovi, o čem se mluví v Prvním listu Tesalonickým. Hned nato nastane Druhý Kristův příchod spolu s jeho nevěstou – Církví, aby se Kristus ujal svého dědictví, království pro jeho lid složený ze židů a pohanů, který budou spolu s ním vládnout na zemi. o kterém mluvil Kristus v Olivetské promluvě a které popisuje kniha Zjevení. Satan bude svázán na dobu 1000 let.

### Dispenzacionalistický premileniální koncept
Podle teorie dispenzacionalismu čeká věřících z pohanů a židů rozdílný osud a před velkým soužením přijde Kristus soukromě pro Křesťany, kterých si vezme do nebe. Zatímco židé zůstanou na zemi během velkého soužení a dostanou čas, aby přijali Spasitele. Po jeho druhém příchodu založí Ježíš pozemské tisícileté království výhradně pro syny Izraele a oni budou spolu s ním spravovat svět. Teprve po tisíc letech dojde ke konečnému sjednocení Božího lidu na nové zemi.

### Charakter království
- dojde k velkému požehnání Izraele[7]
- dojde k požehnání pro lidstvo - bude prodloužen lidský život[8]
- dojde k požehnání celé přírody [9]
- dojde k požehnání v živočišné říši [10][11]

### Konec království
Po 1000 letech pokoje, míru a prosperity bude Satan propuštěn. Dojde k tomu, že opět svede lidi ke vzpouře proti Bohu. Satan bude navždy uvržen do ohnivého jezera. Nastane vzkříšení a poslední soud , po kterém přijde nové nebe a nová země s věčným městem novým Jeruzalémem ve kterém už navěky bude Bůh přebývat s lidmi na zemi. 

## Jiné pohledy na Tisícileté království
- postmilenialismus – učí, že Tisícileté království bude ustaveno lidmi šířením spravedlnosti a Kristus se vrátí na jeho konci
- amilenialismus – učí, že milénium již nastalo v duchovní sféře, žádné fyzické Tisícileté království Kristovo již nenastane